# Prälatenweiher
Der Prälatenweiher ist ein Teich in der Gemeinde Mönchsdeggingen im Nördlinger Ries. Er liegt in einem Waldgebiet zwischen den Orten Untermagerbein und Bollstadt.
Der im späten Mittelalter künstlich angelegte Teich diente ursprünglich den Mönchen des Klosters Mönchsdeggingen zur Fischzucht.
Seit der Säkularisation des Klosters im Jahr 1803 befindet sich der Weiher im Besitz des Fürstenhauses Oettingen-Wallerstein. Bis in die 1960er Jahre stand am Ufer des Weihers eine Badehütte.